# 麥可·加西亞 (政治人物)
迈克尔·约瑟夫·加西亚（英語：Michael Joseph Garcia，1976年4月24日—），是美国政治人物、前美国海军，现任加利福尼亞州第二十七國會選區众议员。在2020年5月的特别选举中首次当选，并在大选中赢得整个任期。
加西亚出生于加利福尼亚州格拉纳达山，曾就读于索格斯高中、美国海军学院和乔治敦大学。1998年至2012年在美国海军服役，在伊拉克战争期间参加过多次战斗任务。海军服役结束后在雷神情报与空间公司工作。

## 外部連結
- C-SPAN內的頁面（英文）
- Congressman Mike Garcia （页面存档备份，存于） official U.S. House website
- Campaign website （页面存档备份，存于）
- 美國國會國家人物傳記大辭典中的傳記
- 由華盛頓郵報維護的投票記錄
- 智慧投票计划中的傳記、投票紀錄及利益集團評級
- 聯邦選舉委員會中的競選財務報告和數據